# Caol Ila

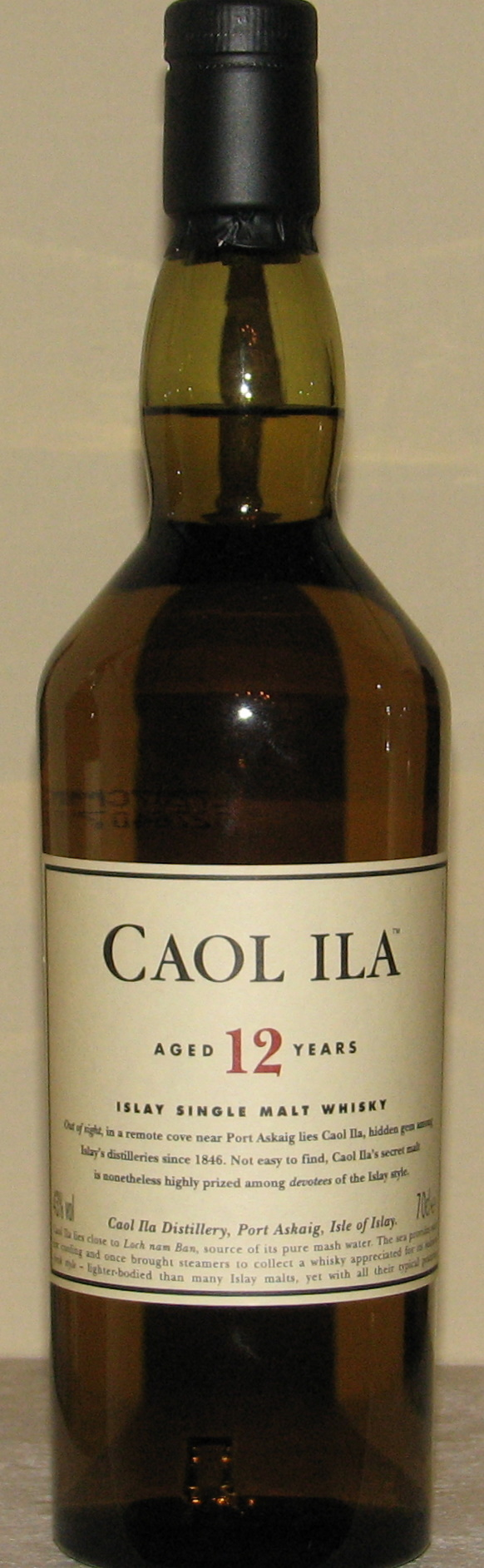
Caol Ila Whisky

Caol Ila is een distilleerderij nabij Port Askaig op het eiland Islay, Schotland. De distilleerderij is beroemd om het gelijknamige merk single malt Scotch whisky. 

## Geschiedenis
Caol Ila werd opgericht in 1846 door Hector Henderson. Het verging de eigenaar niet goed met de distilleerderij en hij verkocht het in 1854 aan Norman Buchanan.
In 1863 werd het bedrijfovergenomen door Bulloch Lade & Co, uit Glasgow, handelaren in whisky. Vanaf 1880 werd jaarlijks meer dan 147.000 gallons whisky geproduceerd.
In 1920 werd het bedrijf Bulloch Lade failliet verklaard, waarna een consortium, Caol Ila Distillery Company Ltd., het bedrijf over nam. In 1927 verkreeg het samenwerkingsverband Distillers Company Limited een meerderheidsaandeel in Caol Ila. In 1930 verkreeg dit samenwerkingsverband alle aandelen van het bedrijf. Na een overname van het samenwerkingsverband door Guinness werd Distillers Company Limited omgedoopt tot United Distillers, later werd het onderdeel van Diageo.